# Scherma ai VI Giochi panamericani
I Giochi Panamericani di scherma del 1971 si sono svolti a Cali, in Colombia ed hanno visto lo svolgimento di 8 gare, 6 maschili e 2 femminili.

## Podi

### Uomini
| Evento      | Oro                                                                      | Argento                                                                | Bronzo                                                           |
| Spada       |                                                                          |                                                                        |                                                                  |
| Individuale | Stephen Netburn                                                          | Silvio Fernández                                                       | James Melcher                                                    |
| A squadre   | Stati Uniti Robert Beck George Masin James Melcher Stephen Netburn       | Brasile Arthur Ribeiro Marcus Borges José Maria Pereira Darío Amaral   | Cuba Gustavo Oliveros José Arencibia Ramón Infante Víctor Suárez |
| Fioretto    |                                                                          |                                                                        |                                                                  |
| Individuale | Eduardo Jons                                                             | Jesús Gil Gutiérrez                                                    | Uriah Jones                                                      |
| A squadre   | Stati Uniti Carl Borack Daniel Cantillon Uriah Jones Tyrone Simmons      | Cuba Jesús Gil Gutiérrez Enrique Salvat Eduardo Jons Enrique Penabella | Messico Carlos Calderón Valeriano Pérez Ernesto Fernández        |
| Sciabola    |                                                                          |                                                                        |                                                                  |
| Individuale | Alex Orban                                                               | Manuel Ortiz                                                           | Román Quinos                                                     |
| A squadre   | Cuba Francisco de la Torre Manuel Ortiz Guzmán Salazar Enrique Penabella | Stati Uniti Alex Orban Anthony Keane Eugene Hámori William Goering     | Messico Vicente Calderón Gustavo Chapela Román Gómez             |

### Donne
| Evento      | Oro                                                             | Argento                                                                   | Bronzo                                                                         |
| Fioretto    |                                                                 |                                                                           |                                                                                |
| Individuale | Margarita Rodríguez                                             | Ruth White                                                                | Irene Forbes                                                                   |
| A squadre   | Stati Uniti Tommy Angell Emily Grompone Harriet King Ruth White | Cuba Margarita Rodríguez María Esther García Marlene Infante Irene Forbes | Colombia Aleyda Rubio Mery Bejarano Gloria García Neila de Vidal Teresa Vargas |

## Medagliere
| #      | Nazione     | Oro | Argento | Bronzo | Totale |
| ------ | ----------- | --- | ------- | ------ | ------ |
| 1      | Stati Uniti | 5   | 2       | 2      | 9      |
| 2      | Cuba        | 3   | 4       | 2      | 9      |
| 3      | Brasile     | 0   | 1       | 0      | 1      |
| 3      | Venezuela   | 0   | 1       | 0      | 1      |
| 5      | Messico     | 0   | 0       | 2      | 2      |
| 6      | Argentina   | 0   | 0       | 1      | 1      |
| 6      | Colombia    | 0   | 0       | 1      | 1      |
| Totale | Totale      | 8   | 8       | 8      | 24     |